# NK Zavrč
NK Zavrč was een Sloveense voetbalclub uit Zavrč.
De club werd in 1998 opgericht en kwam in het seizoen 2005/06 voor het eerst uit in de 2. slovenska nogometna liga. De club zakte weg naar het zesde niveau waarna NK Zavrč sinds 2009 elk jaar kampioen werd totdat in 2013 de 1. slovenska nogometna liga bereikt werd.
In 2016 eindigde de club als negende en voorlaatste in de hoogste divisie. In de play-offs om promotie speelde de club tegen NK Aluminij. Deze strijd over twee duels won Zavrč weliswaar, maar omdat de club later geen licentie kreeg voor het volgende seizoen daalde Zavrč alsnog af naar de op een na hoogste divisie.
Vanwege financiële problemen werd de club in 2017 opgeheven. In 2016 was er een nieuwe club opgericht onder de naam DNŠ Zavrč.

## Erelijst
- 2. slovenska nogometna liga: 2013
- 3. slovenska nogometna liga: 2005, 2007, 2012
- 4. slovenska nogometna liga: 2011
- 5. slovenska nogometna liga: 2010
- 6. slovenska nogometna liga: 2009

## Trainer-coaches
- Viktor Trenevski (2013–2014)
- Željko Orehovac (2014–)